# Bret Harrison
Bret Michael Harrison est un acteur américain, né le 6 avril 1982 à Portland, dans l'Oregon.

## Biographie
Harrison est né à Portland, Oregon. Dans sa dernière année de lycée, il était scolarisé à Tualatin High School à Tualatin, Oregon.
Il a tenu son premier rôle au Théâtre régional Hillsboro Artists' dans son état d'origine, où il avait le rôle de George dans Our Town (Notre ville). 
Il a épousé Lauren Zelman en 2012.

## Carrière
Une de ses premières apparitions à la télévision était dans la troisième saison de Déshabillé de MTV et le film MTV Tout le monde fait ça. Le premier grand rôle de Bret était le voisin benêt, Brad O'Keefe dans Parents à tout prix (Grounded for Life en version originale).
Harrison est apparu dans cinq épisodes de That '70s Show comme Charlie Richardson, un personnage qui était destiné à remplacer un membre de la distribution Topher Grace, mais le personnage a été rapidement tué lorsque Harrison a décidé de travailler sur une autre série. Il joue également Danny, le rival de Seth, dans Newport Beach. Il avait un rôle d'invité dramatique sur Law & Order: Special Victims Unit comme Sam Cavanaugh, une jeune victime d'abus sexuels. Dans le film, il est apparu aux côtés de Jack Black et Colin Hanks dans Orange County. En outre, Harrison a également joué dans Deal, sorti aux États-Unis le 26 avril 2008.
En 2006 et 2007, il a joué dans The Loop, comme un jeune professionnel essayant d'équilibrer les besoins de sa vie sociale avec les pressions de travailler au siège social d'une grande compagnie aérienne des États-Unis. La série est annulée à la suite de la deuxième saison en 2007. Plus tard, en 2007, il est devenu la star de la série CW, Le Diable et moi (Reaper en version originale) comme Sam Oliver. La série est annulée le 19 mai 2009, après deux saisons.
Bret Harrison a signé pour jouer le Dr. Sidney Miller sur le reboot de la série V. Le personnage de Harrison apparaît tout au long de la saison 2 (2011) comme un biologiste évolutionniste et membre éventuel de la résistance contre-visiteur. En 2011 également, il a été signé par la Fox pour remplir un rôle principal dans une comédie "Briser Dans".
En 2015, Harrison signe pour jouer Gordon Cooper dans The Astronaut Wives Club sur ABC et a eu un rôle dans le film See You in Valhalla.

## Musique
Big Japan est un quatre pièces indie rock de Los Angeles, avec Nathanial Castro au chant et à la guitare, Adam Brody à la batterie, Bret Harrison à la guitare et Brad Babinski à la basse. Le groupe se produit, écrit et enregistre sporadiquement étant donnés les emplois du temps imprévisibles de Brody et Harrison. Leur premier nom de groupe était L'équipe de Steven (Steven's Team), nommé d'après le film The Cable Guy.
La première production de Big Japan, Music for Dummies (Musique pour les Nuls), a été sorti numériquementl par Nightshift Records le 23 août 2005. Le tître de l'album  Music for Dummies a été changé en Untitled (Sans tître) et le nombre limité de CD gravé en a fait des objets de collection.

## Filmographie

### Acteur

#### Au cinéma
- 2013 : See You in Valhalla : Barry Burwood
- 2011 : The Chicago 8 : Rennie Davis
- 2011 : Mardi Gras : Spring Break (American Hot'lidays) : Scottie Smith
- 2008 : Deal : Alex Stillman
- 2004 : Lightning Bug de Robert Hall : Green Graves
- 2003 : Home Security (court-métrage) de Sean K. Lambert : Mike
- 2002 : Orange County de Jake Kasdan : Lonny

#### À la télévision
- 2017 : Mom : Brad (saison 4 épisode 19)
- 2016-2020 : The Ranch : Kenny
- 2011-2012 : Breaking In : Cameron Bright
- 2010-2011 : V : Dr Sydney Miller
- 2007-2009 : Le Diable et moi : Sam Oliver
- 2006-2007 : The Loop : Sam Sullivan
- 2005 : That '70s Show : Charlie Richardson
- 2004-2005 : Newport Beach de Josh Schwartz : Danny
- 2003 : Boston Public, épisode Chapter Fifty-Six de Mike Listo : Doug Baer
- 2002 : Everybody's Doing It de Jeff Beesley : Travis
- 2002 : New York, unité spéciale (saison 3, épisode 18) : Sam Cavanaugh
- 2001-2005 : Parents à tout prix, série de Bill Martin et Mike Schiff : Bradley 'Brad' O'Keefe
- 2000 : Undressed, série de Roland Joffé : Skeet
- 1999 : A Place Apart, série de Michael McLeod : Wilkey